# Jean-Claude Verset
 (décembre 2016).
Si vous disposez d'ouvrages ou d'articles de référence ou si vous connaissez des sites web de qualité traitant du thème abordé ici, merci de compléter l'article en donnant les références utiles à sa vérifiabilité et en les liant à la section « Notes et références ».
Jean-Claude Verset, né en 1955, est un journaliste belge de la RTBF. Membre fondateur et président de la SAJ[Quoi ?], il est administrateur de l'Association des journalistes de la presse périodique (dont il a été président) depuis 1987.

## Biographie
Jean-Claude Verset est titulaire d'une licence en journalisme de l'université libre de Bruxelles, après avoir fait sa scolarité à l'Athénée royal Crommelynck.
Il a collaboré à Le Pourquoi Pas ?, Le Vif/L'Express, Télépro, Le Soir, La Libre Belgique, Paris Match. Il est actuellement éditeur pour le site RTBF Info.
Il était le rédacteur en chef de PC World Belgium et co-animait l'émission Cocktail.com sur La Première.